# 二氮杂环丙烷
二氮杂环丙烷是在三元环中含有两个氮原子的杂环化合物。它们可以被认为是有应力(strained)的肼。由于环的应力，氮原子的稳定构型会产生顺反异构体。
它们通常由E.Schmitz法合成，即在弱碱性条件下，用氨或脂族伯胺和胺化试剂（如羟胺-O-磺酸，HOSA）处理羰基化合物得到。 最后一步是基于缩醛胺的分子内环化反应。